# Bob Weinstock
Bob Weinstock (New York, 2 oktober 1928 - Boca Raton, 4 januari 2006) was een Amerikaanse platenproducent en oprichter van het jazzlabel Prestige Records.

## Biografie
Weinstock groeide op in Manhattan en toonde reeds vroeg zijn aanleg voor zaken. Hij verkocht schellakplaten via krantenadvertenties. Aanvankelijk was hij een fan van dixieland en swing, maar naderhand liet hij zich meeslepen door de modernjazz. Op 20-jarige leeftijd huurde hij een plek in het Jazz Record Center en werd de aanjager van de bop. 
In 1949 richtte Weinstock het platenlabel New Jazz op. Als eerste nam de band van Lennie Tristano op. Al in 1950 werd de naam hernoemd in Prestige Records. De catalogus van het label behelsde klassieke jazzmuzikanten als Miles Davis, John Coltrane, Sonny Rollins, Thelonious Monk en anderen. Weinstock zelf zette zich in voor een authentieke sound van de artiesten. Hij werkte daarbij samen met de geluidstechnicus Rudy Van Gelder en de jazzcriticus Ira Gitler. Tijdens de jaren 1960 vertrouwde Weinstock het productiewerk toe aan Chris Albertson, Ozzie Cadena, Esmond Edwards, Don Schlitten en andere producenten.
In 1971 verkocht hij Prestige Records en het zusterlabel aan Fantasy en trok zich terug naar Florida.

## Overlijden
Bob Weinstock overleed in januari 2006 op 77-jarige leeftijd aan de gevolgen van diabetes.